# Высокочастотная осцилляторная ивл новорождённых

Высокочастотная осцилляторная ивл новорождённых

Высокочастотная осцилляторная искусственная вентиляция лёгких новорождённых (ВЧО ИВЛ новорождённых) — особый вид ИВЛ, называемый также CPAP с перкуссией.
В мире на сегодняшний день существует четыре типа высокочастотной вентиляции лёгких:
- HFPPV — высокочастотная вентиляция при положительном давлении. Это — модификация традиционной ИВЛ (CMV) с управлением по давлению, которая способна подавать частоту до 150 циклов в минуту. Эта форма не пользуется популярностью, поскольку обеспечивает относительно большие дыхательные объёмы (по сравнению с HFV), при этом главный недостаток — пассивный выдох.
- HFFI — Прерванный с высокой частотой поток. Соленоидные клапаны этих аппаратов расположены в линии выдоха дыхательного контура, они прерывают выдыхаемый поток на очень высоких скоростях, создавая таким образом колебания выдыхаемого воздуха. Эти колебания отражаются назад лёгкими. Система Вентури ставится в линию выдоха, чтобы избежать воздушных ловушек и вернуть давление к базовому уровню. Однако выдох в этом случае пассивный. Такие аппараты часто укомплектовываются устройствами для дополнительного аспирирования выдыхаемого воздуха, но они слишком слабы для обеспечения настоящего активного выдоха и часто работают на пациентах только до 1500 г. Часто у таких систем есть только одна установка соотношения вдох/выдох как 1:1, что крайне затрудняет процесс вентиляции — то есть эффективной элиминации CO2.
- HFJV — Высокочастотный струйный вентилятор. Пульсирующая с высокой частотой тонкая увлажнённая и согретая струя воздуха подаётся в просвет трахеи или бронха при операции на дыхательных путях, при этом обеспечивая полностью потребность организма в кислороде, даже если вентилируется только одно лёгкое. При этом типе вентиляции дыхательный контур негерметичен. Иногда ВЧ струйный респиратор используется для реанимации взрослых в виде сочетанной вентиляции — при подсоединении струйного ИВЛ посредством специального коннектора к дыхательному контуру традиционного ИВЛ (CMV), управляемого по давлению.
- HFOV — Высокочастотный осцилляторный ИВЛ, истинный. Этот тип ИВЛ рассмотрим подробнее далее.

При этом режиме респираторной поддержки подаётся крайне малый перемежающийся объём, частота дыхательных циклов может быть от 3 до 28 Гц. MAP (среднее давление в дыхательных путях), соотношение вдох/выдох и, что очень важно, Амплитуда могут быть установлены отдельно друг от друга.
Наибольшее преимущество этого типа аппаратов – наличие фазы активного выдоха, что обеспечивает отсутствие накопления PEEP, а значит, практически исключает риск баротравмы.
Осцилляции генерируются электромагнитной катушкой, которая приводит в движение либо поршень, либо мембрану (по принципу звукового
динамика).
Когда поршень или мембрана двигается вперёд, газ выдавливается в дыхательный контур (система дыхательных трубок и коннекторов) и далее — в дыхательные пути. Это и есть фаза вдоха. Когда поршень или мембрана возвращается назад мимо своего стартового состояния и примагничивается в сторону катушки, это вытягивает газы из дыхательного контура, а значит, из дыхательных путей и лёгких. Это и есть активный выдох. Из этого следует, что чрезвычайно важно то, каким образом реализован активный выдох.
Аппараты ВЧО ИВЛ используются с традиционными эндотрахеальными трубками максимально допустимого для пациента размера.
У современных систем имеется серво-контроль MAP, что даёт особенную гарантию безопасности пациента. При этом любое изменение любого параметра со стороны медперсонала неизменно приводит к автоматическому выравниванию изначально установленного MAP, а значит, риск баротравмы для пациента сводится к минимуму. Старые модели аппаратов ВЧО ИВЛ для новорождённых сбрасывают избыточное MAP посредством клапанов, которые начинают работать, когда MAP превышается на 30 % от установленного уровня. Кроме того, у некоторых аппаратов необходимо произвести расчет на калькуляторе прежде, чем поменять частоту дыхательных циклов.
Очень важно наличие «обратной связи» — то есть мониторинга кривых и установленных/фактических цифровых показателей на встроенном дисплее.